# Efterklang
Efterklang es una banda de post-rock danesa formada en el 2001 en la ciudad de Copenhague. Es uno de los grupos que dieron origen al post-rock en Dinamarca. 

## Integrantes

### Formación actual
- Casper Clausen - vocal, guitarra, teclados
- Mads Christian Brauer - sintetizador
- Rasmus Stolberg - bajo

### Exintegrantes
- Rune Mølgaard - piano (2001 - 2007)
- Thomas Kirirath Husmer - batería, percusión (2001 - 2011)

### Integrantes adicionales en vivo
- Katinka Fogh Vindelev- vocal de apoyo, piano
- Martyn Heyne - guitarra, teclados
- Tatu Rönkkö - batería

### Exintegrantes adicionales en vivo
- Budgie - batería (2012)
- Niklas Antonson - trombón, multinstrumentista (2007 - 2011)
- Heather Woods Broderick - vocal de apoyo, piano, flauta (2009 - 2011)
- Peter Broderick - violín, multinstrumentista (2007 - 2012)
- Daniel James - guitarra (2009 - 2011)
- Frederik Teige - guitarra, saxofón, coro (2007 - 2010)

## Discografía

### Álbumes de estudio
- 2004: Tripper
- 2007: Parades
- 2010: Magic Chairs
- 2012: Piramida
- 2016: Leaves: The Colour of Falling
- 2019: Altid Sammen

### EP
- 2003: Springer
- 2006: One Sided
- 2007: Under Giant Trees

### Compilaciones
- 2003 - BSBTA E.P. Club - July 2003
- 2004 - Sonically Speaking vol 20
- 2005 - Sónar 2005
- 2007 - Frie børn leger bedst
- 2007 - Festival Electroni[k] - Septième Édition
- 2008 - Duyster .3
- 2008 - Tour EP#1
- 2008 - Caravan
- 2009 - Performing Parades
- 2010 - 4AD Summer Sampler
- 2010 - Prinser & Vikinger live at The Royal Danish Playhouse
- 2010 - Tripper + Springer
- 2011 - Reworked / Remixed
- 2011 - Live at Roskilde Festival 2010
- 2011 - 4AD Sessions
- 2012 - Daytrotter Session